# 상면
상면(上面)은 대한민국 경기도 가평군의 면이다. 넓이는 100.72 km2이고, 인구는 2016년 12월 말 기준으로 5,385 명이다.

## 개요
상면은 조종면과 함께 조종현(朝宗縣)이었다가 1396년(조선 태조 5년)에 가평현(加平縣)에 편입되어 조종면이 되었다.
1895년(고종 32년)에 조종면이 상면과 하면(下面, → 2015년 12월 16일 '조종면'으로 개칭)으로 나뉘어 상면이 되었다. 상면은 하면보다 남쪽에 있는데, 하면보다 서울과 가까우므로 상면으로 이름 붙여졌다.

## 행정 구역
- 덕현리(德峴里)
- 봉수리(熢燧里)
- 상동리(霜洞里)
- 연하리(連下里): 면사무소 소재지
- 원흥리(元興里)
- 율길리(栗吉里)
- 임초리(林草里)
- 태봉리(胎封里)
- 항사리(項沙里)
- 행현리(杏峴里)

## 문화재
- 가평 연하리 향나무 - 경기도 기념물 제61호